# Кв (диграф)
Кв, кв — кириллический диграф, используемый в абазинском языке.

## Использование
В 1938 абазинский язык перешёл на алфавит на основе кириллицы, созданный Георгием Петровичем Сердюченко. С момента создания алфавита изменения в абазинскую письменность не вносились. 
С помощью диграфа передаётся лабиализованный глухой велярный взрывной согласный [kʷ].
Пример использования абазинском языке: Квтӏу — «курица». 